# إينوسنت الثالث

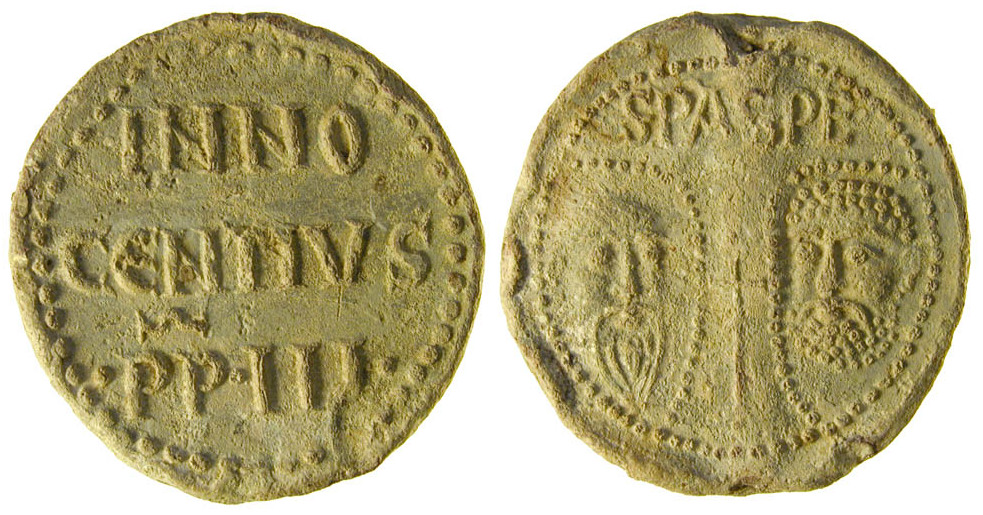

البابا إينوسنت الثالث (1160 أو 1161 ـ 16 يوليو 1216) هو بابا الكنيسة الكاثوليكية من 8 يناير 1198 وحتى وفاته عام 1216. ولد باسم لوتاريو دي كونتي دي سينيي.
يعد إينوسنت الثالث واحدًا من أكثر البابوات نفوذًا وتأثيرًا في تاريخ البابوية، وقد كان له تأثير كبير على أنظمة الحكم المسيحية في أوروبا، حيث كان يرى أنه أعلى سلطة من كل ملوك أوروبا، وقد توسع في استخدام عقوبة الحرمان الكنسي وغير ذلك من العقوبات لإجبار الأمراء على الإذعان لقراراته، غير أن ذلك لم ينجح في جميع الحالات. كما كان له دور مركزي في دعم إصلاحات الكنيسة الكاثوليكية للشؤون الإكليريكية عبر المراسيم البابوية والمجمع اللاتراني الرابع، وهو ما أدى إلى تحسين كبير بالقانون الكنسي الغربي.
دعا إينوسنت الثالث إلى شن حملة صليبية ضد الأندلس الإسلامية والأراضي المقدسة والحملة الصليبية الألبيجينية ضد الكاثاريين في جنوب فرنسا (الحملة الصليبية على الكثار)، وكان من أبرز قراراته تنظيم الحملة الصليبية الرابعة عام 1202-1204 التي انتهت بالنهب الكارثي للقسطنطينية ورغم أن الهجوم على القسطنطينية خالف أوامره الواضحة، وتعرضت الحملة للحرمان الكنسي عقب ذلك، فقد قبل إينوسنت هذه النتيجة على مضض معتبرها إرادة الله لإعادة لم شمل الكنيسة اللاتينية والأرثوذكسية. وفي حدث نهب القسطنطينية والفترة اللاحقة لحكم الفرنجة ازداد العداء بين الكنيسة اللاتينية واليونانية. (استعيدت الإمبراطورية البيزنطية عام 1261 ولكن لم تستعد قوتها السابقة وسقطت أخيرا عام 1453).

## سيرة ذاتية

### مطلع حياته
ولد لوتاريو في جافيغنانو، إيطاليا، قرب أناجني لوالده تراسيموند كونت سيغني، الذي كان ينتمي إلى عائلة معروفة وهي كونتي دي سيغني (إيرل سيغني) التي جاء منها 9 بابوات بمن فيهم البابا غريغوري التاسع وألكسندر الرابع وإينوسينت الثالث عشر. وكانت أمه كلاريسيا سكوتي (روماني دي سكوتي) من نفس عائلة رومان النبيلة.
تلقى لوتاريو تعليمه الأولي في روما، ومن المحتمل أنه في الدير البينديكتي في كنيسة سان أندريا أل سيليو، تحت رعاية بيتر اسمايل، ودرس اللاهوت في باريس على يد بيتر بواتيرس وميليور بيزا وبيتر كوربيل وربما الفقه في بولونيا وفقا لدرية جيستا (بين 1187 و1198). وبصفته بابا لعب لوتاريو دورا هاما في بلورة القانون الكنسي البابوي عبر القوانين البابوية المجمعية والمراسيم البابوية.
وبعد فترة قصيرة من وفاة ألكساندر الثالث (30 أغسطس 1181) عاد لوتاريو إلى روما وعقد عدة قداسات إكليريكية خلال فترة البابوية القصيرة للوسيوس الثالث وأوربان الثالث وغريغوري الثامن وكليمنت الثالث، ووصل إلى رتبة كاردينال شماس عام 1190.
وبصفته كاردينالا، كتب لوتاريو 'في بؤس الأحوال الإنسانية'، واشتهر هذا الكتاب لقرون، واستمر عبر ما يقارب 700 مخطوط. ورغم أنه لم يعد إلى العمل المكمل الذي أراد كتابته وهو 'في كرامة الطبيعة الإنسانية'، تولى الكاتب بارتولوميو فاسيو (1400-1457) مهمة كتابة 'في الشخصية المميزة والممتازة للإنسان'.

### انتخابه للبابوية
توفي سيلستين الثالث في 8 يناير 1198؛ وقبل وفاته ألح على مجمع الكرادلة لانتخاب جيوفاني دي سان باولو كخلف له، لكن انتخب لوتاريو دي كونتي البابا في المبنى الأثري القديم سيبتزوديوم، قرب السيرك الكبير في روما بعد اقتراعين فقط في اليوم الذي توفي فيه سيلستين الثالث، وكان عمره 37 عامًا فقط في ذلك الوقت، وربما أخذ اسم إينوسنت الثالث كإشارة لسلفه إينوسينت الثاني (1130-1143) الذي نجح في تعزيز سلطة البابوية على الإمبراطور (على عكس سياسة سيلستين الثالث الأخيرة).

### إعادة فرض السلطة البابوية
بدأ إينوسنت الثالث بصفته بابا بإحساس واسع بمسؤوليته وسلطته، وخلال عهده كانت البابوية في قمة سلطاتها، واعتبر الشخص الأكثر نفوذا في أوروبا في ذلك الوقت. وفي عام 1198 كتب إينوسنت رسالة إلى أسيربيوس العظيم ونبلاء توسكاني معبرا عن دعمه لنظرية الشمس والقمر السياسية في العصور الوسطى؛ أكدت بابويته على السلطة الروحية المطلقة للبابا، مع احترام السلطة الزمنية للملوك.
اعتبر استعادة المسلمين لأورشليم عام 1187 حكما صادرًا من الله على الأخطاء الأخلاقية للأمراء المسيحيين. وكان مُصرا أيضا على حماية ما سماه «حرية الكنيسة» من انتهاكات الأمراء العلمانيين، وكان من معاني هذا الإصرار بأنه لا يجب على الأمراء المشاركة في اختيار الأساقفة، وأنه كان يركز بشكل خاص على إرث البابوية وهو الجزء الواقع في وسط إيطاليا الذي سيطر عليه البابوات وسمي لاحقا الدولة البابوية، وغالبا ماكان يهددها الملوك الألمان من آل هوهنشتاوفن الذين طالبوا بها لأنفسهم كما فعل الأباطرة الرومان. كان متوقعا أن يخلف الإمبراطور الرومانيّ المقدس هنري السادس طفله فريدريك كملك لصقلية وملك على الألمان وإمبراطور روماني في توليفة كانت ستضع ألمانيا وإيطاليا وصقلية تحت سلطة حاكم واحد وتجعل الدولة البابوية ضعيفة جدا.
لكن وفاة هنري السادس المبكرة جعلت من ابنه ذي الثلاثة أعوام فريدريك الثاني ملكا، وحكمت أرملة هنري كونستانس نيابة عن ابنها حتى يصل سن البلوغ، وكانت تتوق إلى إزالة السلطة الألمانية عن صقلية بقدر ما تاق إلى ذلك إينوسينت الثالث، وقبل وفاتها عام 1198 عينت إينوسنت وصيا على فريدريك حتى يبلغ سن الرشد، وفي مقابل هذا استعاد إينوسنت الحقوق البابوية في صقلية التي تنازل عنها البابا أدريان الرابع قبل عقود لويليام الأول ملك صقلية. ونصب البابا الصغير فريدريك الثاني ملكا لصقلية عام 1198، كما شجع فريدريك لاحقا على الزواج من أرملة إمريك ملك المجر عام 1209.

## روابط خارجية
- إينوسنت الثالث على موقع الموسوعة البريطانية (الإنجليزية)
- إينوسنت الثالث على موقع ميوزك برينز (الإنجليزية)
- إينوسنت الثالث على موقع إن إن دي بي (الإنجليزية)